# Phyllophaga patrueloides
Phyllophaga patrueloides är en skalbaggsart som beskrevs av Renaud Maurice Adrien Paulian 1947. Phyllophaga patrueloides ingår i släktet Phyllophaga och familjen Melolonthidae. Inga underarter finns listade i Catalogue of Life.